# Гінайкратія
Гінайкратія (γυναικοκρατία- гінекократіа) — грецький аналог міжнародного жіночого дня. 8 січня в Греції, переважно в містах Моноклісія та Неа Петра, а також в інших містах та селищах північної частини країни проходить фестиваль жінок[джерело?].

## Святкування
Фестиваль жінок в Греції відзначається переважно на місцевому рівні, ніяких загальнонаціональних заходів у цей день в країні зазвичай не проводиться. Але самі греки з великим задоволенням дотримуються давню традицію і щороку на честь Гінайкратіі добровільно на весь день передають все кермо влади в руки жінок.
У наші дні цей захід вже вважається традицією. Саме тому свято Гінайкратія в Греції прийнято також називати фестивалем матріархату або домінуванням жінок. Атмосфера в містечках країни 8 січня доброзичлива і дуже весела.